# Martí Camós i Segura
Martí Camós i Segura (Palamós, Baix Empordà, 4 d'abril de 1956) és un músic català, director de la cobla Els Montgrins. Va estudiar solfeig, piano, clarinet, saxòfon i tenora, i va començar la seva carrera amb el conjunt Punto Rojo i la cobla Baix Empordà. Va dirigir també la coral El Progrés de Palamós. Així mateix va escriure una sardana obligada de tenora que ell mateix interpretava: La cala del Corb.